# Rolandas Makrickas
Rolandas Makrickas (Biržai, 31 gennaio 1972) è un cardinale e arcivescovo cattolico lituano, dal 4 luglio 2025 arciprete della basilica di Santa Maria Maggiore.

## Biografia
Nato il 31 gennaio 1972 a Biržai, in Lituania, è il più giovane di cinque figli. Poiché le autorità sovietiche limitavano la pratica religiosa e la catechesi, la sua prima educazione religiosa è stata privata e compiuta in modo conciso. Da giovane ha volato sugli alianti, considerando per un breve periodo di intraprendere una carriera nell'aviazione.

### Formazione e ministero sacerdotale
È entrato nel seminario di Kaunas nel 1990, mentre dal 1991 ha vissuto presso il collegio lituano san Casimiro a Roma, compiendo gli studi in filosofia e in teologia alla Pontificia Università Gregoriana.
È stato ordinato presbitero per la diocesi di Panevėžys il 30 luglio 1996.
Nello stesso anno e fino al 2001 è stato sottosegretario della Conferenza episcopale della Lituania e ha presieduto il comitato nazionale del Giubileo del 2000. Ha conseguito il dottorato in storia della Chiesa alla Pontificia Università Gregoriana nel 2004.
Dopo aver studiato presso la Pontificia accademia ecclesiastica dal 2003 al 2006, è entrato nel servizio diplomatico della Santa Sede il 1º luglio 2006 e ha svolto incarichi in Bolivia, in Georgia, dove ha assistito alla distruzione dell'alleanza Russia-Georgia, e in Svezia. Dal 2013 al 2017 ha prestato servizio negli Stati Uniti d'America; per due anni è stato incaricato d'affari in Gabon e consigliere di nunziatura in Congo, dove ha partecipato alla fornitura dei servizi sociali della Chiesa e ha gestito un progetto di costruzione.
Il 10 agosto 2019 è entrato a far parte della sezione affari generali della Segreteria di Stato della Santa Sede a Roma come capo dell'amministrazione, primo non italiano a ricoprire tale incarico. In tale ruolo ha partecipato alla riorganizzazione delle funzioni finanziarie e amministrative del Vaticano. Il 13 dicembre 2019 è stato insignito del titolo onorifico di prelato d'onore di Sua Santità.
Il 15 dicembre 2021 papa Francesco lo ha nominato commissario straordinario, con delega alla gestione dei beni del capitolo, per la basilica di Santa Maria Maggiore, citando "le particolari complessità della gestione economica e finanziaria del Capitolo [...], acuite dalla diffusione della pandemia". Il 31 gennaio 2022 viene ricevuto in udienza papale.

### Ministero episcopale e cardinalato
L'11 febbraio 2023 papa Francesco lo ha nominato vescovo titolare di Tolentino, conferendogli il titolo personale di arcivescovo.
Il 15 aprile successivo ha ricevuto l'ordinazione episcopale, nella basilica di Santa Maria Maggiore di Roma, dal cardinale Pietro Parolin, segretario di Stato della Santa Sede, co-consacranti il cardinale Stanisław Ryłko, arciprete della basilica di Santa Maria Maggiore, e Edgar Peña Parra, sostituto per gli affari generali della Segreteria di Stato.
Il 20 marzo 2024, ponendo fine al suo ruolo di commissario e ridefinendo il ruolo dei canonici della Basilica, papa Francesco lo ha nominato arciprete coadiutore di Santa Maria Maggiore. La nomina è apparsa, secondo talune fonti, un premio all'incarico di commissario straordinario, piuttosto che in riferimento a determinate ragioni pastorali.
Il 6 ottobre 2024, al termine dell'Angelus, papa Francesco ha annunciato la sua creazione a cardinale nel concistoro del 7 dicembre successivo, in cui gli è stata assegnata la diaconia di Sant'Eustachio. Il 23 febbraio 2025 ha preso possesso della diaconia.

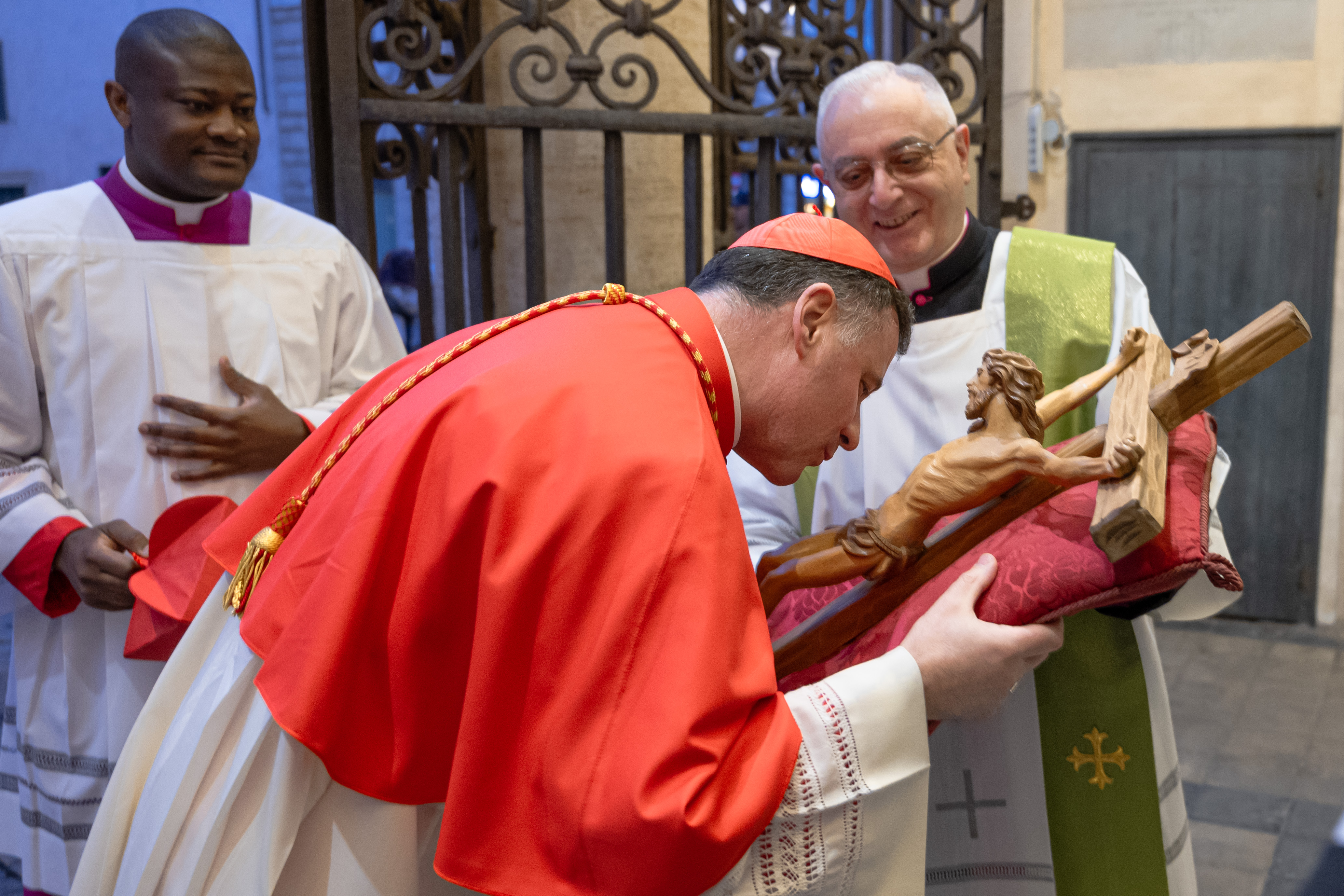
Il card. Makrickas prende possesso della diaconia di Sant'Eustachio, il 23 febbraio 2025.

L'11 gennaio 2025 è stato nominato membro del Dicastero per i vescovi.
Il 7 e 8 maggio 2025 ha partecipato come cardinale elettore al conclave che ha portato all'elezione di papa Leone XIV.
Il 4 luglio 2025, terminato il mandato del cardinale Stanisław Ryłko in occasione del compimento degli ottant'anni di età, è succeduto per coadiutoria come arciprete della basilica di Santa Maria Maggiore.

## Controversie
Nell'estate 2022 ha fatto realizzare una gelateria all'interno del cortile della basilica papale di Santa Maria Maggiore, a uso promiscuo con le finalità di utilizzo di parcheggio, affidando direttamente la gestione dell'attività economica a una società. L'iniziativa è stata considerata lesiva dell'immagine di culto della basilica papale, anche per il rischio che i fedeli rientrassero nel luogo di culto dal cortile con il gelato, nonché in violazione della normativa vigente nello Stato della Città del Vaticano in materia di appalti.
Successivamente, è stata riportata la sua decisione di favorire colazioni e ingressi con speciali agevolazioni nella basilica previo pagamento di un ticket.
Nel 2024 ha acconsentito all'installazione di pannelli pubblicitari a copertura di intere porzioni della basilica papale di Santa Maria Maggiore, ritraenti immagini di spot contrari alla vocazione mariana, con protesta consequenziale dei fedeli, rimarcando tuttavia la propria scelta per motivi di profitto.
La nomina ad arciprete coadiutore è stata contestata, alla luce del rapporto con i canonici del Capitolo liberiano, esautorato nelle proprie funzioni sin dal commissariamento, nonostante nel decreto di nomina fosse previsto che i canonici avrebbero mantenuto la gestione pastorale della basilica. Il prelato è stato pertanto accusato di avere assunto una condotta di autoritarismo, travalicando le proprie funzioni .

## Genealogia episcopale
La genealogia episcopale è:
- Cardinale Scipione Rebiba
- Cardinale Giulio Antonio Santori
- Cardinale Girolamo Bernerio, O.P.
- Arcivescovo Galeazzo Sanvitale
- Cardinale Ludovico Ludovisi
- Cardinale Luigi Caetani
- Cardinale Ulderico Carpegna
- Cardinale Paluzzo Paluzzi Altieri degli Albertoni
- Papa Benedetto XIII
- Papa Benedetto XIV
- Papa Clemente XIII
- Cardinale Bernardino Giraud
- Cardinale Alessandro Mattei
- Cardinale Pietro Francesco Galleffi
- Cardinale Giacomo Filippo Fransoni
- Cardinale Antonio Saverio De Luca
- Arcivescovo Gregor Leonhard Andreas von Scherr, O.S.B.
- Arcivescovo Friedrich von Schreiber
- Arcivescovo Franz Joseph von Stein
- Arcivescovo Joseph von Schork
- Vescovo Ferdinand von Schlör
- Arcivescovo Johann Jakob von Hauck
- Vescovo Ludwig Sebastian
- Cardinale Joseph Wendel
- Arcivescovo Josef Schneider
- Vescovo Josef Stangl
- Papa Benedetto XVI
- Cardinale Pietro Parolin
- Cardinale Rolandas Makrickas